# Mads Olsen
Mads Olsen, né le 12 février 2002, est un homme politique danois, membre du Parti populaire socialiste.

## Biographie
Mads Olsen est engagé au sein du Parti populaire socialiste, et rejoint la direction de son mouvement de jeunesse en 2021.
Il est candidat aux élections législatives du 1er novembre 2022 dans la circonscription de Seeland mais ne remporte pas de siège, devenant seulement le premier suppléant pour son parti. À ce titre, il siège comme membre temporaire du Folketing à partir du 30 novembre 2023, remplaçant successivement les députés Jacob Mark et Astrid Carøe pendant leurs congés.
Il devient député de plein exercice le 1er décembre 2024 après la démission de Jacob Mark. Il devient alors le porte-parole de son groupe parlementaire pour les transports, l'immigration et la citoyenneté. En août 2025, il prend également le rôle de porte-parole de son parti pour les questions de logement.